# Division II i ishockey 1962-63
Division II i ishockey 1962-63 var turneringen for mandlige ishockeyhold i den næstbedste række i det svenske ligasystem. Turneringen havde deltagelse af 81 hold, der spillede om fire oprykningspladser til Division I, og om at undgå 20 nedrykningspladser til Division III.
Holdene var inddelt i fire regioner: nord (21 hold), øst (20 hold), vest (21 hold) og syd (19 hold). I alle fire regioner var holdene inddelt i to puljer med 9-11 hold, og i hver pulje spillede holdene en dobbeltturnering alle-mod-alle. De otte puljevindere gik videre til oprykningsspillet til Division I, og de to eller tre dårligste hold i hver pulje blev rykket ned i Division III. I oprykningsspillet blev de otte puljevindere blev inddelt i to nye puljer med fire hold i hver, som begge spillede en dobbeltturnering alle-mod-alle. I hver af de to puljer var der to oprykningspladser til Division I på spil.
De fire oprykningspladser blev besat af:
- Strömsbro IF, der vandt Division II Øst A, og som endte på førstepladsen i Oprykningsspil Nord.
- Clemensnäs IF, der vandt Division II Nord A, og som endte på andenpladsen i Oprykningsspil Nord.
- Östers IF, der vandt Division II Syd B, og som endte på førstepladsen i Oprykningsspil Syd.
- IK Viking, der vandt Division II Vest B, og som endte på andenpladsen i Oprykningsspil Syd.

## Hold
Division II havde deltagelse af 81 klubber, heraf
- 4 klubber, der var rykket ned fra Division I: Forshaga IF, Karlbergs BK, Strömsbro IF og Tranås AIF.
- 28 klubber, der var rykket op fra Division III: Alfta GIF, Avesta BK, Glommersträsk IF, Heffners/Ortvikens IF, Häradsbygdens SS, IF Eyra, IF Uve, IFK Oskarshamn, IFK Trollhättan, Jonstorps IF, Järveds IF, Kungsholms IF, Kungälvs IK, Luleå SK, Medle SK, Ockelbo IF, Piteå IF, SK Iron, Solna HC, Tibro IK, Tingsryds AIF, Vännäs AIK, Västervik AIS, Västerås SK, Vättersnäs IF, Ytterån/Waplan SK, Älvsjö AIK og Åkers IF.

Siden den foregående sæson var der endvidere sket følgende ændringer:
- Norrbygärde IF spillede videre under navnet Norrby IF.

Klubberne var inddelt i fire regioner – nord (21 hold), øst (20 hold), vest (21 hold) og syd (19 hold) – og i hver region var klubberne inddelt i to puljer med 9-11 hold i hver pulje.
| Hold i Division II 1962-63 | Hold i Division II 1962-63 | Hold i Division II 1962-63 | Hold i Division II 1962-63 | Boden Clemensnäs Rönnskär Glommersträsk IFK Kiruna Kiruna AIF Jörn Luleå Medle Piteå Skellefteå Heffners/Ortviken Nyland Umeå Järved Skönvik/ Sund Sollefteå Teg Vännäs Ytterån/Waplan Åsele Alfta Avesta Bonäs Falun Häradsbygden Warpen Ludvika Ockelbo Strömsbro Vansbro Hagalund, Hammarby, Karlberg, Kungsholm, Mälarhöjden, Nacka, Solna, Sundbyberg, Traneberg og Älvsjö Fagersta Arboga Lindesberg Westmannia Karlskoga Iron Surahammar Västerås Örebro Eyra Forshaga Färjestad GAIS Uve Munkfors Sunne Trollhättan Viking Kungälv Norrby Tibro Kenty Remo Norrköping Sleipner Nyköpings AIK og Nyköpings SK Tranås Västervik Åker Alvesta Husqvarna Troja Oskarshamn Jonstorp Malmö Taberg Tingsryd Vättersnäs Öster |
| Hold                       | By                         | Hold                       | By                         | Boden Clemensnäs Rönnskär Glommersträsk IFK Kiruna Kiruna AIF Jörn Luleå Medle Piteå Skellefteå Heffners/Ortviken Nyland Umeå Järved Skönvik/ Sund Sollefteå Teg Vännäs Ytterån/Waplan Åsele Alfta Avesta Bonäs Falun Häradsbygden Warpen Ludvika Ockelbo Strömsbro Vansbro Hagalund, Hammarby, Karlberg, Kungsholm, Mälarhöjden, Nacka, Solna, Sundbyberg, Traneberg og Älvsjö Fagersta Arboga Lindesberg Westmannia Karlskoga Iron Surahammar Västerås Örebro Eyra Forshaga Färjestad GAIS Uve Munkfors Sunne Trollhättan Viking Kungälv Norrby Tibro Kenty Remo Norrköping Sleipner Nyköpings AIK og Nyköpings SK Tranås Västervik Åker Alvesta Husqvarna Troja Oskarshamn Jonstorp Malmö Taberg Tingsryd Vättersnäs Öster |
| Nord                       |                            |                            |                            | Boden Clemensnäs Rönnskär Glommersträsk IFK Kiruna Kiruna AIF Jörn Luleå Medle Piteå Skellefteå Heffners/Ortviken Nyland Umeå Järved Skönvik/ Sund Sollefteå Teg Vännäs Ytterån/Waplan Åsele Alfta Avesta Bonäs Falun Häradsbygden Warpen Ludvika Ockelbo Strömsbro Vansbro Hagalund, Hammarby, Karlberg, Kungsholm, Mälarhöjden, Nacka, Solna, Sundbyberg, Traneberg og Älvsjö Fagersta Arboga Lindesberg Westmannia Karlskoga Iron Surahammar Västerås Örebro Eyra Forshaga Färjestad GAIS Uve Munkfors Sunne Trollhättan Viking Kungälv Norrby Tibro Kenty Remo Norrköping Sleipner Nyköpings AIK og Nyköpings SK Tranås Västervik Åker Alvesta Husqvarna Troja Oskarshamn Jonstorp Malmö Taberg Tingsryd Vättersnäs Öster |
| Division II Nord A         | Division II Nord A         | Division II Nord B         | Division II Nord B         | Boden Clemensnäs Rönnskär Glommersträsk IFK Kiruna Kiruna AIF Jörn Luleå Medle Piteå Skellefteå Heffners/Ortviken Nyland Umeå Järved Skönvik/ Sund Sollefteå Teg Vännäs Ytterån/Waplan Åsele Alfta Avesta Bonäs Falun Häradsbygden Warpen Ludvika Ockelbo Strömsbro Vansbro Hagalund, Hammarby, Karlberg, Kungsholm, Mälarhöjden, Nacka, Solna, Sundbyberg, Traneberg og Älvsjö Fagersta Arboga Lindesberg Westmannia Karlskoga Iron Surahammar Västerås Örebro Eyra Forshaga Färjestad GAIS Uve Munkfors Sunne Trollhättan Viking Kungälv Norrby Tibro Kenty Remo Norrköping Sleipner Nyköpings AIK og Nyköpings SK Tranås Västervik Åker Alvesta Husqvarna Troja Oskarshamn Jonstorp Malmö Taberg Tingsryd Vättersnäs Öster |
| Bodens BK                  | Boden                      | Heffners/Ortvikens IF      | Sundsvall                  | Boden Clemensnäs Rönnskär Glommersträsk IFK Kiruna Kiruna AIF Jörn Luleå Medle Piteå Skellefteå Heffners/Ortviken Nyland Umeå Järved Skönvik/ Sund Sollefteå Teg Vännäs Ytterån/Waplan Åsele Alfta Avesta Bonäs Falun Häradsbygden Warpen Ludvika Ockelbo Strömsbro Vansbro Hagalund, Hammarby, Karlberg, Kungsholm, Mälarhöjden, Nacka, Solna, Sundbyberg, Traneberg og Älvsjö Fagersta Arboga Lindesberg Westmannia Karlskoga Iron Surahammar Västerås Örebro Eyra Forshaga Färjestad GAIS Uve Munkfors Sunne Trollhättan Viking Kungälv Norrby Tibro Kenty Remo Norrköping Sleipner Nyköpings AIK og Nyköpings SK Tranås Västervik Åker Alvesta Husqvarna Troja Oskarshamn Jonstorp Malmö Taberg Tingsryd Vättersnäs Öster |
| Clemensnäs IF              | Ursviken                   | IFK Nyland                 | Nyland                     | Boden Clemensnäs Rönnskär Glommersträsk IFK Kiruna Kiruna AIF Jörn Luleå Medle Piteå Skellefteå Heffners/Ortviken Nyland Umeå Järved Skönvik/ Sund Sollefteå Teg Vännäs Ytterån/Waplan Åsele Alfta Avesta Bonäs Falun Häradsbygden Warpen Ludvika Ockelbo Strömsbro Vansbro Hagalund, Hammarby, Karlberg, Kungsholm, Mälarhöjden, Nacka, Solna, Sundbyberg, Traneberg og Älvsjö Fagersta Arboga Lindesberg Westmannia Karlskoga Iron Surahammar Västerås Örebro Eyra Forshaga Färjestad GAIS Uve Munkfors Sunne Trollhättan Viking Kungälv Norrby Tibro Kenty Remo Norrköping Sleipner Nyköpings AIK og Nyköpings SK Tranås Västervik Åker Alvesta Husqvarna Troja Oskarshamn Jonstorp Malmö Taberg Tingsryd Vättersnäs Öster |
| Glommersträsk IF           | Glommersträsk              | IFK Umeå                   | Umeå                       | Boden Clemensnäs Rönnskär Glommersträsk IFK Kiruna Kiruna AIF Jörn Luleå Medle Piteå Skellefteå Heffners/Ortviken Nyland Umeå Järved Skönvik/ Sund Sollefteå Teg Vännäs Ytterån/Waplan Åsele Alfta Avesta Bonäs Falun Häradsbygden Warpen Ludvika Ockelbo Strömsbro Vansbro Hagalund, Hammarby, Karlberg, Kungsholm, Mälarhöjden, Nacka, Solna, Sundbyberg, Traneberg og Älvsjö Fagersta Arboga Lindesberg Westmannia Karlskoga Iron Surahammar Västerås Örebro Eyra Forshaga Färjestad GAIS Uve Munkfors Sunne Trollhättan Viking Kungälv Norrby Tibro Kenty Remo Norrköping Sleipner Nyköpings AIK og Nyköpings SK Tranås Västervik Åker Alvesta Husqvarna Troja Oskarshamn Jonstorp Malmö Taberg Tingsryd Vättersnäs Öster |
| IFK Kiruna                 | Kiruna                     | Järveds IF                 | Örnsköldsvik               | Boden Clemensnäs Rönnskär Glommersträsk IFK Kiruna Kiruna AIF Jörn Luleå Medle Piteå Skellefteå Heffners/Ortviken Nyland Umeå Järved Skönvik/ Sund Sollefteå Teg Vännäs Ytterån/Waplan Åsele Alfta Avesta Bonäs Falun Häradsbygden Warpen Ludvika Ockelbo Strömsbro Vansbro Hagalund, Hammarby, Karlberg, Kungsholm, Mälarhöjden, Nacka, Solna, Sundbyberg, Traneberg og Älvsjö Fagersta Arboga Lindesberg Westmannia Karlskoga Iron Surahammar Västerås Örebro Eyra Forshaga Färjestad GAIS Uve Munkfors Sunne Trollhättan Viking Kungälv Norrby Tibro Kenty Remo Norrköping Sleipner Nyköpings AIK og Nyköpings SK Tranås Västervik Åker Alvesta Husqvarna Troja Oskarshamn Jonstorp Malmö Taberg Tingsryd Vättersnäs Öster |
| Jörns IF                   | Jörn                       | Skönvik/Sunds IK           | Sundsbruk                  | Boden Clemensnäs Rönnskär Glommersträsk IFK Kiruna Kiruna AIF Jörn Luleå Medle Piteå Skellefteå Heffners/Ortviken Nyland Umeå Järved Skönvik/ Sund Sollefteå Teg Vännäs Ytterån/Waplan Åsele Alfta Avesta Bonäs Falun Häradsbygden Warpen Ludvika Ockelbo Strömsbro Vansbro Hagalund, Hammarby, Karlberg, Kungsholm, Mälarhöjden, Nacka, Solna, Sundbyberg, Traneberg og Älvsjö Fagersta Arboga Lindesberg Westmannia Karlskoga Iron Surahammar Västerås Örebro Eyra Forshaga Färjestad GAIS Uve Munkfors Sunne Trollhättan Viking Kungälv Norrby Tibro Kenty Remo Norrköping Sleipner Nyköpings AIK og Nyköpings SK Tranås Västervik Åker Alvesta Husqvarna Troja Oskarshamn Jonstorp Malmö Taberg Tingsryd Vättersnäs Öster |
| Kiruna AIF                 | Kiruna                     | Sollefteå IK               | Sollefteå                  | Boden Clemensnäs Rönnskär Glommersträsk IFK Kiruna Kiruna AIF Jörn Luleå Medle Piteå Skellefteå Heffners/Ortviken Nyland Umeå Järved Skönvik/ Sund Sollefteå Teg Vännäs Ytterån/Waplan Åsele Alfta Avesta Bonäs Falun Häradsbygden Warpen Ludvika Ockelbo Strömsbro Vansbro Hagalund, Hammarby, Karlberg, Kungsholm, Mälarhöjden, Nacka, Solna, Sundbyberg, Traneberg og Älvsjö Fagersta Arboga Lindesberg Westmannia Karlskoga Iron Surahammar Västerås Örebro Eyra Forshaga Färjestad GAIS Uve Munkfors Sunne Trollhättan Viking Kungälv Norrby Tibro Kenty Remo Norrköping Sleipner Nyköpings AIK og Nyköpings SK Tranås Västervik Åker Alvesta Husqvarna Troja Oskarshamn Jonstorp Malmö Taberg Tingsryd Vättersnäs Öster |
| Luleå SK                   | Luleå                      | Tegs SK                    | Umeå                       | Boden Clemensnäs Rönnskär Glommersträsk IFK Kiruna Kiruna AIF Jörn Luleå Medle Piteå Skellefteå Heffners/Ortviken Nyland Umeå Järved Skönvik/ Sund Sollefteå Teg Vännäs Ytterån/Waplan Åsele Alfta Avesta Bonäs Falun Häradsbygden Warpen Ludvika Ockelbo Strömsbro Vansbro Hagalund, Hammarby, Karlberg, Kungsholm, Mälarhöjden, Nacka, Solna, Sundbyberg, Traneberg og Älvsjö Fagersta Arboga Lindesberg Westmannia Karlskoga Iron Surahammar Västerås Örebro Eyra Forshaga Färjestad GAIS Uve Munkfors Sunne Trollhättan Viking Kungälv Norrby Tibro Kenty Remo Norrköping Sleipner Nyköpings AIK og Nyköpings SK Tranås Västervik Åker Alvesta Husqvarna Troja Oskarshamn Jonstorp Malmö Taberg Tingsryd Vättersnäs Öster |
| Medle SK                   | Medle                      | Vännäs AIK                 | Vännäs                     | Boden Clemensnäs Rönnskär Glommersträsk IFK Kiruna Kiruna AIF Jörn Luleå Medle Piteå Skellefteå Heffners/Ortviken Nyland Umeå Järved Skönvik/ Sund Sollefteå Teg Vännäs Ytterån/Waplan Åsele Alfta Avesta Bonäs Falun Häradsbygden Warpen Ludvika Ockelbo Strömsbro Vansbro Hagalund, Hammarby, Karlberg, Kungsholm, Mälarhöjden, Nacka, Solna, Sundbyberg, Traneberg og Älvsjö Fagersta Arboga Lindesberg Westmannia Karlskoga Iron Surahammar Västerås Örebro Eyra Forshaga Färjestad GAIS Uve Munkfors Sunne Trollhättan Viking Kungälv Norrby Tibro Kenty Remo Norrköping Sleipner Nyköpings AIK og Nyköpings SK Tranås Västervik Åker Alvesta Husqvarna Troja Oskarshamn Jonstorp Malmö Taberg Tingsryd Vättersnäs Öster |
| Piteå IF                   | Piteå                      | Ytterån/Waplan SK          | Vaplan                     | Boden Clemensnäs Rönnskär Glommersträsk IFK Kiruna Kiruna AIF Jörn Luleå Medle Piteå Skellefteå Heffners/Ortviken Nyland Umeå Järved Skönvik/ Sund Sollefteå Teg Vännäs Ytterån/Waplan Åsele Alfta Avesta Bonäs Falun Häradsbygden Warpen Ludvika Ockelbo Strömsbro Vansbro Hagalund, Hammarby, Karlberg, Kungsholm, Mälarhöjden, Nacka, Solna, Sundbyberg, Traneberg og Älvsjö Fagersta Arboga Lindesberg Westmannia Karlskoga Iron Surahammar Västerås Örebro Eyra Forshaga Färjestad GAIS Uve Munkfors Sunne Trollhättan Viking Kungälv Norrby Tibro Kenty Remo Norrköping Sleipner Nyköpings AIK og Nyköpings SK Tranås Västervik Åker Alvesta Husqvarna Troja Oskarshamn Jonstorp Malmö Taberg Tingsryd Vättersnäs Öster |
| Rönnskärs IF               | Skelleftehamn              | Åsele IK                   | Åsele                      | Boden Clemensnäs Rönnskär Glommersträsk IFK Kiruna Kiruna AIF Jörn Luleå Medle Piteå Skellefteå Heffners/Ortviken Nyland Umeå Järved Skönvik/ Sund Sollefteå Teg Vännäs Ytterån/Waplan Åsele Alfta Avesta Bonäs Falun Häradsbygden Warpen Ludvika Ockelbo Strömsbro Vansbro Hagalund, Hammarby, Karlberg, Kungsholm, Mälarhöjden, Nacka, Solna, Sundbyberg, Traneberg og Älvsjö Fagersta Arboga Lindesberg Westmannia Karlskoga Iron Surahammar Västerås Örebro Eyra Forshaga Färjestad GAIS Uve Munkfors Sunne Trollhättan Viking Kungälv Norrby Tibro Kenty Remo Norrköping Sleipner Nyköpings AIK og Nyköpings SK Tranås Västervik Åker Alvesta Husqvarna Troja Oskarshamn Jonstorp Malmö Taberg Tingsryd Vättersnäs Öster |
| Skellefteå IF              | Skellefteå                 |                            |                            | Boden Clemensnäs Rönnskär Glommersträsk IFK Kiruna Kiruna AIF Jörn Luleå Medle Piteå Skellefteå Heffners/Ortviken Nyland Umeå Järved Skönvik/ Sund Sollefteå Teg Vännäs Ytterån/Waplan Åsele Alfta Avesta Bonäs Falun Häradsbygden Warpen Ludvika Ockelbo Strömsbro Vansbro Hagalund, Hammarby, Karlberg, Kungsholm, Mälarhöjden, Nacka, Solna, Sundbyberg, Traneberg og Älvsjö Fagersta Arboga Lindesberg Westmannia Karlskoga Iron Surahammar Västerås Örebro Eyra Forshaga Färjestad GAIS Uve Munkfors Sunne Trollhättan Viking Kungälv Norrby Tibro Kenty Remo Norrköping Sleipner Nyköpings AIK og Nyköpings SK Tranås Västervik Åker Alvesta Husqvarna Troja Oskarshamn Jonstorp Malmö Taberg Tingsryd Vättersnäs Öster |
| Øst                        |                            |                            |                            | Boden Clemensnäs Rönnskär Glommersträsk IFK Kiruna Kiruna AIF Jörn Luleå Medle Piteå Skellefteå Heffners/Ortviken Nyland Umeå Järved Skönvik/ Sund Sollefteå Teg Vännäs Ytterån/Waplan Åsele Alfta Avesta Bonäs Falun Häradsbygden Warpen Ludvika Ockelbo Strömsbro Vansbro Hagalund, Hammarby, Karlberg, Kungsholm, Mälarhöjden, Nacka, Solna, Sundbyberg, Traneberg og Älvsjö Fagersta Arboga Lindesberg Westmannia Karlskoga Iron Surahammar Västerås Örebro Eyra Forshaga Färjestad GAIS Uve Munkfors Sunne Trollhättan Viking Kungälv Norrby Tibro Kenty Remo Norrköping Sleipner Nyköpings AIK og Nyköpings SK Tranås Västervik Åker Alvesta Husqvarna Troja Oskarshamn Jonstorp Malmö Taberg Tingsryd Vättersnäs Öster |
| Division II Øst A          | Division II Øst A          | Division II Øst B          | Division II Øst B          | Boden Clemensnäs Rönnskär Glommersträsk IFK Kiruna Kiruna AIF Jörn Luleå Medle Piteå Skellefteå Heffners/Ortviken Nyland Umeå Järved Skönvik/ Sund Sollefteå Teg Vännäs Ytterån/Waplan Åsele Alfta Avesta Bonäs Falun Häradsbygden Warpen Ludvika Ockelbo Strömsbro Vansbro Hagalund, Hammarby, Karlberg, Kungsholm, Mälarhöjden, Nacka, Solna, Sundbyberg, Traneberg og Älvsjö Fagersta Arboga Lindesberg Westmannia Karlskoga Iron Surahammar Västerås Örebro Eyra Forshaga Färjestad GAIS Uve Munkfors Sunne Trollhättan Viking Kungälv Norrby Tibro Kenty Remo Norrköping Sleipner Nyköpings AIK og Nyköpings SK Tranås Västervik Åker Alvesta Husqvarna Troja Oskarshamn Jonstorp Malmö Taberg Tingsryd Vättersnäs Öster |
| Alfta GIF                  | Alfta                      | Hagalunds IS               | Stockholm                  | Boden Clemensnäs Rönnskär Glommersträsk IFK Kiruna Kiruna AIF Jörn Luleå Medle Piteå Skellefteå Heffners/Ortviken Nyland Umeå Järved Skönvik/ Sund Sollefteå Teg Vännäs Ytterån/Waplan Åsele Alfta Avesta Bonäs Falun Häradsbygden Warpen Ludvika Ockelbo Strömsbro Vansbro Hagalund, Hammarby, Karlberg, Kungsholm, Mälarhöjden, Nacka, Solna, Sundbyberg, Traneberg og Älvsjö Fagersta Arboga Lindesberg Westmannia Karlskoga Iron Surahammar Västerås Örebro Eyra Forshaga Färjestad GAIS Uve Munkfors Sunne Trollhättan Viking Kungälv Norrby Tibro Kenty Remo Norrköping Sleipner Nyköpings AIK og Nyköpings SK Tranås Västervik Åker Alvesta Husqvarna Troja Oskarshamn Jonstorp Malmö Taberg Tingsryd Vättersnäs Öster |
| Avesta BK                  | Avesta                     | Hammarby IF                | Stockholm                  | Boden Clemensnäs Rönnskär Glommersträsk IFK Kiruna Kiruna AIF Jörn Luleå Medle Piteå Skellefteå Heffners/Ortviken Nyland Umeå Järved Skönvik/ Sund Sollefteå Teg Vännäs Ytterån/Waplan Åsele Alfta Avesta Bonäs Falun Häradsbygden Warpen Ludvika Ockelbo Strömsbro Vansbro Hagalund, Hammarby, Karlberg, Kungsholm, Mälarhöjden, Nacka, Solna, Sundbyberg, Traneberg og Älvsjö Fagersta Arboga Lindesberg Westmannia Karlskoga Iron Surahammar Västerås Örebro Eyra Forshaga Färjestad GAIS Uve Munkfors Sunne Trollhättan Viking Kungälv Norrby Tibro Kenty Remo Norrköping Sleipner Nyköpings AIK og Nyköpings SK Tranås Västervik Åker Alvesta Husqvarna Troja Oskarshamn Jonstorp Malmö Taberg Tingsryd Vättersnäs Öster |
| Bonäs IK                   | Bonäs                      | Karlbergs BK               | Stockholm                  | Boden Clemensnäs Rönnskär Glommersträsk IFK Kiruna Kiruna AIF Jörn Luleå Medle Piteå Skellefteå Heffners/Ortviken Nyland Umeå Järved Skönvik/ Sund Sollefteå Teg Vännäs Ytterån/Waplan Åsele Alfta Avesta Bonäs Falun Häradsbygden Warpen Ludvika Ockelbo Strömsbro Vansbro Hagalund, Hammarby, Karlberg, Kungsholm, Mälarhöjden, Nacka, Solna, Sundbyberg, Traneberg og Älvsjö Fagersta Arboga Lindesberg Westmannia Karlskoga Iron Surahammar Västerås Örebro Eyra Forshaga Färjestad GAIS Uve Munkfors Sunne Trollhättan Viking Kungälv Norrby Tibro Kenty Remo Norrköping Sleipner Nyköpings AIK og Nyköpings SK Tranås Västervik Åker Alvesta Husqvarna Troja Oskarshamn Jonstorp Malmö Taberg Tingsryd Vättersnäs Öster |
| Falu BS                    | Falun                      | Kungsholms IF              | Stockholm                  | Boden Clemensnäs Rönnskär Glommersträsk IFK Kiruna Kiruna AIF Jörn Luleå Medle Piteå Skellefteå Heffners/Ortviken Nyland Umeå Järved Skönvik/ Sund Sollefteå Teg Vännäs Ytterån/Waplan Åsele Alfta Avesta Bonäs Falun Häradsbygden Warpen Ludvika Ockelbo Strömsbro Vansbro Hagalund, Hammarby, Karlberg, Kungsholm, Mälarhöjden, Nacka, Solna, Sundbyberg, Traneberg og Älvsjö Fagersta Arboga Lindesberg Westmannia Karlskoga Iron Surahammar Västerås Örebro Eyra Forshaga Färjestad GAIS Uve Munkfors Sunne Trollhättan Viking Kungälv Norrby Tibro Kenty Remo Norrköping Sleipner Nyköpings AIK og Nyköpings SK Tranås Västervik Åker Alvesta Husqvarna Troja Oskarshamn Jonstorp Malmö Taberg Tingsryd Vättersnäs Öster |
| Häradsbygdens SS           | Leksand                    | Mälarhöjdens IK            | Stockholm                  | Boden Clemensnäs Rönnskär Glommersträsk IFK Kiruna Kiruna AIF Jörn Luleå Medle Piteå Skellefteå Heffners/Ortviken Nyland Umeå Järved Skönvik/ Sund Sollefteå Teg Vännäs Ytterån/Waplan Åsele Alfta Avesta Bonäs Falun Häradsbygden Warpen Ludvika Ockelbo Strömsbro Vansbro Hagalund, Hammarby, Karlberg, Kungsholm, Mälarhöjden, Nacka, Solna, Sundbyberg, Traneberg og Älvsjö Fagersta Arboga Lindesberg Westmannia Karlskoga Iron Surahammar Västerås Örebro Eyra Forshaga Färjestad GAIS Uve Munkfors Sunne Trollhättan Viking Kungälv Norrby Tibro Kenty Remo Norrköping Sleipner Nyköpings AIK og Nyköpings SK Tranås Västervik Åker Alvesta Husqvarna Troja Oskarshamn Jonstorp Malmö Taberg Tingsryd Vättersnäs Öster |
| IK Warpen                  | Bollnäs                    | Nacka SK                   | Stockholm                  | Boden Clemensnäs Rönnskär Glommersträsk IFK Kiruna Kiruna AIF Jörn Luleå Medle Piteå Skellefteå Heffners/Ortviken Nyland Umeå Järved Skönvik/ Sund Sollefteå Teg Vännäs Ytterån/Waplan Åsele Alfta Avesta Bonäs Falun Häradsbygden Warpen Ludvika Ockelbo Strömsbro Vansbro Hagalund, Hammarby, Karlberg, Kungsholm, Mälarhöjden, Nacka, Solna, Sundbyberg, Traneberg og Älvsjö Fagersta Arboga Lindesberg Westmannia Karlskoga Iron Surahammar Västerås Örebro Eyra Forshaga Färjestad GAIS Uve Munkfors Sunne Trollhättan Viking Kungälv Norrby Tibro Kenty Remo Norrköping Sleipner Nyköpings AIK og Nyköpings SK Tranås Västervik Åker Alvesta Husqvarna Troja Oskarshamn Jonstorp Malmö Taberg Tingsryd Vättersnäs Öster |
| Ludvika FFI                | Ludvika                    | Solna HC                   | Stockholm                  | Boden Clemensnäs Rönnskär Glommersträsk IFK Kiruna Kiruna AIF Jörn Luleå Medle Piteå Skellefteå Heffners/Ortviken Nyland Umeå Järved Skönvik/ Sund Sollefteå Teg Vännäs Ytterån/Waplan Åsele Alfta Avesta Bonäs Falun Häradsbygden Warpen Ludvika Ockelbo Strömsbro Vansbro Hagalund, Hammarby, Karlberg, Kungsholm, Mälarhöjden, Nacka, Solna, Sundbyberg, Traneberg og Älvsjö Fagersta Arboga Lindesberg Westmannia Karlskoga Iron Surahammar Västerås Örebro Eyra Forshaga Färjestad GAIS Uve Munkfors Sunne Trollhättan Viking Kungälv Norrby Tibro Kenty Remo Norrköping Sleipner Nyköpings AIK og Nyköpings SK Tranås Västervik Åker Alvesta Husqvarna Troja Oskarshamn Jonstorp Malmö Taberg Tingsryd Vättersnäs Öster |
| Ockelbo IF                 | Ockelbo                    | Sundbybergs IK             | Stockholm                  | Boden Clemensnäs Rönnskär Glommersträsk IFK Kiruna Kiruna AIF Jörn Luleå Medle Piteå Skellefteå Heffners/Ortviken Nyland Umeå Järved Skönvik/ Sund Sollefteå Teg Vännäs Ytterån/Waplan Åsele Alfta Avesta Bonäs Falun Häradsbygden Warpen Ludvika Ockelbo Strömsbro Vansbro Hagalund, Hammarby, Karlberg, Kungsholm, Mälarhöjden, Nacka, Solna, Sundbyberg, Traneberg og Älvsjö Fagersta Arboga Lindesberg Westmannia Karlskoga Iron Surahammar Västerås Örebro Eyra Forshaga Färjestad GAIS Uve Munkfors Sunne Trollhättan Viking Kungälv Norrby Tibro Kenty Remo Norrköping Sleipner Nyköpings AIK og Nyköpings SK Tranås Västervik Åker Alvesta Husqvarna Troja Oskarshamn Jonstorp Malmö Taberg Tingsryd Vättersnäs Öster |
| Strömsbro IF               | Gävle                      | Tranebergs IF              | Stockholm                  | Boden Clemensnäs Rönnskär Glommersträsk IFK Kiruna Kiruna AIF Jörn Luleå Medle Piteå Skellefteå Heffners/Ortviken Nyland Umeå Järved Skönvik/ Sund Sollefteå Teg Vännäs Ytterån/Waplan Åsele Alfta Avesta Bonäs Falun Häradsbygden Warpen Ludvika Ockelbo Strömsbro Vansbro Hagalund, Hammarby, Karlberg, Kungsholm, Mälarhöjden, Nacka, Solna, Sundbyberg, Traneberg og Älvsjö Fagersta Arboga Lindesberg Westmannia Karlskoga Iron Surahammar Västerås Örebro Eyra Forshaga Färjestad GAIS Uve Munkfors Sunne Trollhättan Viking Kungälv Norrby Tibro Kenty Remo Norrköping Sleipner Nyköpings AIK og Nyköpings SK Tranås Västervik Åker Alvesta Husqvarna Troja Oskarshamn Jonstorp Malmö Taberg Tingsryd Vättersnäs Öster |
| Vansbro AIK                | Vansbro                    | Älvsjö AIK                 | Stockholm                  | Boden Clemensnäs Rönnskär Glommersträsk IFK Kiruna Kiruna AIF Jörn Luleå Medle Piteå Skellefteå Heffners/Ortviken Nyland Umeå Järved Skönvik/ Sund Sollefteå Teg Vännäs Ytterån/Waplan Åsele Alfta Avesta Bonäs Falun Häradsbygden Warpen Ludvika Ockelbo Strömsbro Vansbro Hagalund, Hammarby, Karlberg, Kungsholm, Mälarhöjden, Nacka, Solna, Sundbyberg, Traneberg og Älvsjö Fagersta Arboga Lindesberg Westmannia Karlskoga Iron Surahammar Västerås Örebro Eyra Forshaga Färjestad GAIS Uve Munkfors Sunne Trollhättan Viking Kungälv Norrby Tibro Kenty Remo Norrköping Sleipner Nyköpings AIK og Nyköpings SK Tranås Västervik Åker Alvesta Husqvarna Troja Oskarshamn Jonstorp Malmö Taberg Tingsryd Vättersnäs Öster |
| Vest                       |                            |                            |                            | Boden Clemensnäs Rönnskär Glommersträsk IFK Kiruna Kiruna AIF Jörn Luleå Medle Piteå Skellefteå Heffners/Ortviken Nyland Umeå Järved Skönvik/ Sund Sollefteå Teg Vännäs Ytterån/Waplan Åsele Alfta Avesta Bonäs Falun Häradsbygden Warpen Ludvika Ockelbo Strömsbro Vansbro Hagalund, Hammarby, Karlberg, Kungsholm, Mälarhöjden, Nacka, Solna, Sundbyberg, Traneberg og Älvsjö Fagersta Arboga Lindesberg Westmannia Karlskoga Iron Surahammar Västerås Örebro Eyra Forshaga Färjestad GAIS Uve Munkfors Sunne Trollhättan Viking Kungälv Norrby Tibro Kenty Remo Norrköping Sleipner Nyköpings AIK og Nyköpings SK Tranås Västervik Åker Alvesta Husqvarna Troja Oskarshamn Jonstorp Malmö Taberg Tingsryd Vättersnäs Öster |
| Division II Vest A         | Division II Vest A         | Division II Vest B         | Division II Vest B         | Boden Clemensnäs Rönnskär Glommersträsk IFK Kiruna Kiruna AIF Jörn Luleå Medle Piteå Skellefteå Heffners/Ortviken Nyland Umeå Järved Skönvik/ Sund Sollefteå Teg Vännäs Ytterån/Waplan Åsele Alfta Avesta Bonäs Falun Häradsbygden Warpen Ludvika Ockelbo Strömsbro Vansbro Hagalund, Hammarby, Karlberg, Kungsholm, Mälarhöjden, Nacka, Solna, Sundbyberg, Traneberg og Älvsjö Fagersta Arboga Lindesberg Westmannia Karlskoga Iron Surahammar Västerås Örebro Eyra Forshaga Färjestad GAIS Uve Munkfors Sunne Trollhättan Viking Kungälv Norrby Tibro Kenty Remo Norrköping Sleipner Nyköpings AIK og Nyköpings SK Tranås Västervik Åker Alvesta Husqvarna Troja Oskarshamn Jonstorp Malmö Taberg Tingsryd Vättersnäs Öster |
| Fagersta AIK               | Fagersta                   | Forshaga IF                | Forshaga                   | Boden Clemensnäs Rönnskär Glommersträsk IFK Kiruna Kiruna AIF Jörn Luleå Medle Piteå Skellefteå Heffners/Ortviken Nyland Umeå Järved Skönvik/ Sund Sollefteå Teg Vännäs Ytterån/Waplan Åsele Alfta Avesta Bonäs Falun Häradsbygden Warpen Ludvika Ockelbo Strömsbro Vansbro Hagalund, Hammarby, Karlberg, Kungsholm, Mälarhöjden, Nacka, Solna, Sundbyberg, Traneberg og Älvsjö Fagersta Arboga Lindesberg Westmannia Karlskoga Iron Surahammar Västerås Örebro Eyra Forshaga Färjestad GAIS Uve Munkfors Sunne Trollhättan Viking Kungälv Norrby Tibro Kenty Remo Norrköping Sleipner Nyköpings AIK og Nyköpings SK Tranås Västervik Åker Alvesta Husqvarna Troja Oskarshamn Jonstorp Malmö Taberg Tingsryd Vättersnäs Öster |
| IF Eyra                    | Örebro                     | Färjestads BK              | Karlstad                   | Boden Clemensnäs Rönnskär Glommersträsk IFK Kiruna Kiruna AIF Jörn Luleå Medle Piteå Skellefteå Heffners/Ortviken Nyland Umeå Järved Skönvik/ Sund Sollefteå Teg Vännäs Ytterån/Waplan Åsele Alfta Avesta Bonäs Falun Häradsbygden Warpen Ludvika Ockelbo Strömsbro Vansbro Hagalund, Hammarby, Karlberg, Kungsholm, Mälarhöjden, Nacka, Solna, Sundbyberg, Traneberg og Älvsjö Fagersta Arboga Lindesberg Westmannia Karlskoga Iron Surahammar Västerås Örebro Eyra Forshaga Färjestad GAIS Uve Munkfors Sunne Trollhättan Viking Kungälv Norrby Tibro Kenty Remo Norrköping Sleipner Nyköpings AIK og Nyköpings SK Tranås Västervik Åker Alvesta Husqvarna Troja Oskarshamn Jonstorp Malmö Taberg Tingsryd Vättersnäs Öster |
| IFK Arboga                 | Arboga                     | GAIS                       | Göteborg                   | Boden Clemensnäs Rönnskär Glommersträsk IFK Kiruna Kiruna AIF Jörn Luleå Medle Piteå Skellefteå Heffners/Ortviken Nyland Umeå Järved Skönvik/ Sund Sollefteå Teg Vännäs Ytterån/Waplan Åsele Alfta Avesta Bonäs Falun Häradsbygden Warpen Ludvika Ockelbo Strömsbro Vansbro Hagalund, Hammarby, Karlberg, Kungsholm, Mälarhöjden, Nacka, Solna, Sundbyberg, Traneberg og Älvsjö Fagersta Arboga Lindesberg Westmannia Karlskoga Iron Surahammar Västerås Örebro Eyra Forshaga Färjestad GAIS Uve Munkfors Sunne Trollhättan Viking Kungälv Norrby Tibro Kenty Remo Norrköping Sleipner Nyköpings AIK og Nyköpings SK Tranås Västervik Åker Alvesta Husqvarna Troja Oskarshamn Jonstorp Malmö Taberg Tingsryd Vättersnäs Öster |
| IFK Lindesberg             | Lindesberg                 | IF Uve                     | Uddeholm                   | Boden Clemensnäs Rönnskär Glommersträsk IFK Kiruna Kiruna AIF Jörn Luleå Medle Piteå Skellefteå Heffners/Ortviken Nyland Umeå Järved Skönvik/ Sund Sollefteå Teg Vännäs Ytterån/Waplan Åsele Alfta Avesta Bonäs Falun Häradsbygden Warpen Ludvika Ockelbo Strömsbro Vansbro Hagalund, Hammarby, Karlberg, Kungsholm, Mälarhöjden, Nacka, Solna, Sundbyberg, Traneberg og Älvsjö Fagersta Arboga Lindesberg Westmannia Karlskoga Iron Surahammar Västerås Örebro Eyra Forshaga Färjestad GAIS Uve Munkfors Sunne Trollhättan Viking Kungälv Norrby Tibro Kenty Remo Norrköping Sleipner Nyköpings AIK og Nyköpings SK Tranås Västervik Åker Alvesta Husqvarna Troja Oskarshamn Jonstorp Malmö Taberg Tingsryd Vättersnäs Öster |
| IK Westmannia              | Köping                     | IFK Munkfors               | Munkfors                   | Boden Clemensnäs Rönnskär Glommersträsk IFK Kiruna Kiruna AIF Jörn Luleå Medle Piteå Skellefteå Heffners/Ortviken Nyland Umeå Järved Skönvik/ Sund Sollefteå Teg Vännäs Ytterån/Waplan Åsele Alfta Avesta Bonäs Falun Häradsbygden Warpen Ludvika Ockelbo Strömsbro Vansbro Hagalund, Hammarby, Karlberg, Kungsholm, Mälarhöjden, Nacka, Solna, Sundbyberg, Traneberg og Älvsjö Fagersta Arboga Lindesberg Westmannia Karlskoga Iron Surahammar Västerås Örebro Eyra Forshaga Färjestad GAIS Uve Munkfors Sunne Trollhättan Viking Kungälv Norrby Tibro Kenty Remo Norrköping Sleipner Nyköpings AIK og Nyköpings SK Tranås Västervik Åker Alvesta Husqvarna Troja Oskarshamn Jonstorp Malmö Taberg Tingsryd Vättersnäs Öster |
| Karlskoga IF               | Karlskoga                  | IFK Sunne                  | Sunne                      | Boden Clemensnäs Rönnskär Glommersträsk IFK Kiruna Kiruna AIF Jörn Luleå Medle Piteå Skellefteå Heffners/Ortviken Nyland Umeå Järved Skönvik/ Sund Sollefteå Teg Vännäs Ytterån/Waplan Åsele Alfta Avesta Bonäs Falun Häradsbygden Warpen Ludvika Ockelbo Strömsbro Vansbro Hagalund, Hammarby, Karlberg, Kungsholm, Mälarhöjden, Nacka, Solna, Sundbyberg, Traneberg og Älvsjö Fagersta Arboga Lindesberg Westmannia Karlskoga Iron Surahammar Västerås Örebro Eyra Forshaga Färjestad GAIS Uve Munkfors Sunne Trollhättan Viking Kungälv Norrby Tibro Kenty Remo Norrköping Sleipner Nyköpings AIK og Nyköpings SK Tranås Västervik Åker Alvesta Husqvarna Troja Oskarshamn Jonstorp Malmö Taberg Tingsryd Vättersnäs Öster |
| SK Iron                    | Björklinge                 | IFK Trollhättan            | Trollhättan                | Boden Clemensnäs Rönnskär Glommersträsk IFK Kiruna Kiruna AIF Jörn Luleå Medle Piteå Skellefteå Heffners/Ortviken Nyland Umeå Järved Skönvik/ Sund Sollefteå Teg Vännäs Ytterån/Waplan Åsele Alfta Avesta Bonäs Falun Häradsbygden Warpen Ludvika Ockelbo Strömsbro Vansbro Hagalund, Hammarby, Karlberg, Kungsholm, Mälarhöjden, Nacka, Solna, Sundbyberg, Traneberg og Älvsjö Fagersta Arboga Lindesberg Westmannia Karlskoga Iron Surahammar Västerås Örebro Eyra Forshaga Färjestad GAIS Uve Munkfors Sunne Trollhättan Viking Kungälv Norrby Tibro Kenty Remo Norrköping Sleipner Nyköpings AIK og Nyköpings SK Tranås Västervik Åker Alvesta Husqvarna Troja Oskarshamn Jonstorp Malmö Taberg Tingsryd Vättersnäs Öster |
| Surahammars IF             | Surahammar                 | IK Viking                  | Hagfors                    | Boden Clemensnäs Rönnskär Glommersträsk IFK Kiruna Kiruna AIF Jörn Luleå Medle Piteå Skellefteå Heffners/Ortviken Nyland Umeå Järved Skönvik/ Sund Sollefteå Teg Vännäs Ytterån/Waplan Åsele Alfta Avesta Bonäs Falun Häradsbygden Warpen Ludvika Ockelbo Strömsbro Vansbro Hagalund, Hammarby, Karlberg, Kungsholm, Mälarhöjden, Nacka, Solna, Sundbyberg, Traneberg og Älvsjö Fagersta Arboga Lindesberg Westmannia Karlskoga Iron Surahammar Västerås Örebro Eyra Forshaga Färjestad GAIS Uve Munkfors Sunne Trollhättan Viking Kungälv Norrby Tibro Kenty Remo Norrköping Sleipner Nyköpings AIK og Nyköpings SK Tranås Västervik Åker Alvesta Husqvarna Troja Oskarshamn Jonstorp Malmö Taberg Tingsryd Vättersnäs Öster |
| Västerås SK                | Västerås                   | Kungälvs IK                | Kungälv                    | Boden Clemensnäs Rönnskär Glommersträsk IFK Kiruna Kiruna AIF Jörn Luleå Medle Piteå Skellefteå Heffners/Ortviken Nyland Umeå Järved Skönvik/ Sund Sollefteå Teg Vännäs Ytterån/Waplan Åsele Alfta Avesta Bonäs Falun Häradsbygden Warpen Ludvika Ockelbo Strömsbro Vansbro Hagalund, Hammarby, Karlberg, Kungsholm, Mälarhöjden, Nacka, Solna, Sundbyberg, Traneberg og Älvsjö Fagersta Arboga Lindesberg Westmannia Karlskoga Iron Surahammar Västerås Örebro Eyra Forshaga Färjestad GAIS Uve Munkfors Sunne Trollhättan Viking Kungälv Norrby Tibro Kenty Remo Norrköping Sleipner Nyköpings AIK og Nyköpings SK Tranås Västervik Åker Alvesta Husqvarna Troja Oskarshamn Jonstorp Malmö Taberg Tingsryd Vättersnäs Öster |
| Örebro SK                  | Örebro                     | Norrby IF                  | Borås                      | Boden Clemensnäs Rönnskär Glommersträsk IFK Kiruna Kiruna AIF Jörn Luleå Medle Piteå Skellefteå Heffners/Ortviken Nyland Umeå Järved Skönvik/ Sund Sollefteå Teg Vännäs Ytterån/Waplan Åsele Alfta Avesta Bonäs Falun Häradsbygden Warpen Ludvika Ockelbo Strömsbro Vansbro Hagalund, Hammarby, Karlberg, Kungsholm, Mälarhöjden, Nacka, Solna, Sundbyberg, Traneberg og Älvsjö Fagersta Arboga Lindesberg Westmannia Karlskoga Iron Surahammar Västerås Örebro Eyra Forshaga Färjestad GAIS Uve Munkfors Sunne Trollhättan Viking Kungälv Norrby Tibro Kenty Remo Norrköping Sleipner Nyköpings AIK og Nyköpings SK Tranås Västervik Åker Alvesta Husqvarna Troja Oskarshamn Jonstorp Malmö Taberg Tingsryd Vättersnäs Öster |
|                            |                            | Tibro IK                   | Tibro                      | Boden Clemensnäs Rönnskär Glommersträsk IFK Kiruna Kiruna AIF Jörn Luleå Medle Piteå Skellefteå Heffners/Ortviken Nyland Umeå Järved Skönvik/ Sund Sollefteå Teg Vännäs Ytterån/Waplan Åsele Alfta Avesta Bonäs Falun Häradsbygden Warpen Ludvika Ockelbo Strömsbro Vansbro Hagalund, Hammarby, Karlberg, Kungsholm, Mälarhöjden, Nacka, Solna, Sundbyberg, Traneberg og Älvsjö Fagersta Arboga Lindesberg Westmannia Karlskoga Iron Surahammar Västerås Örebro Eyra Forshaga Färjestad GAIS Uve Munkfors Sunne Trollhättan Viking Kungälv Norrby Tibro Kenty Remo Norrköping Sleipner Nyköpings AIK og Nyköpings SK Tranås Västervik Åker Alvesta Husqvarna Troja Oskarshamn Jonstorp Malmö Taberg Tingsryd Vättersnäs Öster |
| Syd                        |                            |                            |                            | Boden Clemensnäs Rönnskär Glommersträsk IFK Kiruna Kiruna AIF Jörn Luleå Medle Piteå Skellefteå Heffners/Ortviken Nyland Umeå Järved Skönvik/ Sund Sollefteå Teg Vännäs Ytterån/Waplan Åsele Alfta Avesta Bonäs Falun Häradsbygden Warpen Ludvika Ockelbo Strömsbro Vansbro Hagalund, Hammarby, Karlberg, Kungsholm, Mälarhöjden, Nacka, Solna, Sundbyberg, Traneberg og Älvsjö Fagersta Arboga Lindesberg Westmannia Karlskoga Iron Surahammar Västerås Örebro Eyra Forshaga Färjestad GAIS Uve Munkfors Sunne Trollhättan Viking Kungälv Norrby Tibro Kenty Remo Norrköping Sleipner Nyköpings AIK og Nyköpings SK Tranås Västervik Åker Alvesta Husqvarna Troja Oskarshamn Jonstorp Malmö Taberg Tingsryd Vättersnäs Öster |
| Division II Syd A          | Division II Syd A          | Division II Syd B          | Division II Syd B          | Boden Clemensnäs Rönnskär Glommersträsk IFK Kiruna Kiruna AIF Jörn Luleå Medle Piteå Skellefteå Heffners/Ortviken Nyland Umeå Järved Skönvik/ Sund Sollefteå Teg Vännäs Ytterån/Waplan Åsele Alfta Avesta Bonäs Falun Häradsbygden Warpen Ludvika Ockelbo Strömsbro Vansbro Hagalund, Hammarby, Karlberg, Kungsholm, Mälarhöjden, Nacka, Solna, Sundbyberg, Traneberg og Älvsjö Fagersta Arboga Lindesberg Westmannia Karlskoga Iron Surahammar Västerås Örebro Eyra Forshaga Färjestad GAIS Uve Munkfors Sunne Trollhättan Viking Kungälv Norrby Tibro Kenty Remo Norrköping Sleipner Nyköpings AIK og Nyköpings SK Tranås Västervik Åker Alvesta Husqvarna Troja Oskarshamn Jonstorp Malmö Taberg Tingsryd Vättersnäs Öster |
| BK Kenty                   | Linköping                  | Alvesta SK                 | Alvesta                    | Boden Clemensnäs Rönnskär Glommersträsk IFK Kiruna Kiruna AIF Jörn Luleå Medle Piteå Skellefteå Heffners/Ortviken Nyland Umeå Järved Skönvik/ Sund Sollefteå Teg Vännäs Ytterån/Waplan Åsele Alfta Avesta Bonäs Falun Häradsbygden Warpen Ludvika Ockelbo Strömsbro Vansbro Hagalund, Hammarby, Karlberg, Kungsholm, Mälarhöjden, Nacka, Solna, Sundbyberg, Traneberg og Älvsjö Fagersta Arboga Lindesberg Westmannia Karlskoga Iron Surahammar Västerås Örebro Eyra Forshaga Färjestad GAIS Uve Munkfors Sunne Trollhättan Viking Kungälv Norrby Tibro Kenty Remo Norrköping Sleipner Nyköpings AIK og Nyköpings SK Tranås Västervik Åker Alvesta Husqvarna Troja Oskarshamn Jonstorp Malmö Taberg Tingsryd Vättersnäs Öster |
| BK Remo                    | Södertälje                 | Husqvarna IF               | Jönköping                  | Boden Clemensnäs Rönnskär Glommersträsk IFK Kiruna Kiruna AIF Jörn Luleå Medle Piteå Skellefteå Heffners/Ortviken Nyland Umeå Järved Skönvik/ Sund Sollefteå Teg Vännäs Ytterån/Waplan Åsele Alfta Avesta Bonäs Falun Häradsbygden Warpen Ludvika Ockelbo Strömsbro Vansbro Hagalund, Hammarby, Karlberg, Kungsholm, Mälarhöjden, Nacka, Solna, Sundbyberg, Traneberg og Älvsjö Fagersta Arboga Lindesberg Westmannia Karlskoga Iron Surahammar Västerås Örebro Eyra Forshaga Färjestad GAIS Uve Munkfors Sunne Trollhättan Viking Kungälv Norrby Tibro Kenty Remo Norrköping Sleipner Nyköpings AIK og Nyköpings SK Tranås Västervik Åker Alvesta Husqvarna Troja Oskarshamn Jonstorp Malmö Taberg Tingsryd Vättersnäs Öster |
| IFK Norrköping             | Norrköping                 | IF Troja                   | Ljungby                    | Boden Clemensnäs Rönnskär Glommersträsk IFK Kiruna Kiruna AIF Jörn Luleå Medle Piteå Skellefteå Heffners/Ortviken Nyland Umeå Järved Skönvik/ Sund Sollefteå Teg Vännäs Ytterån/Waplan Åsele Alfta Avesta Bonäs Falun Häradsbygden Warpen Ludvika Ockelbo Strömsbro Vansbro Hagalund, Hammarby, Karlberg, Kungsholm, Mälarhöjden, Nacka, Solna, Sundbyberg, Traneberg og Älvsjö Fagersta Arboga Lindesberg Westmannia Karlskoga Iron Surahammar Västerås Örebro Eyra Forshaga Färjestad GAIS Uve Munkfors Sunne Trollhättan Viking Kungälv Norrby Tibro Kenty Remo Norrköping Sleipner Nyköpings AIK og Nyköpings SK Tranås Västervik Åker Alvesta Husqvarna Troja Oskarshamn Jonstorp Malmö Taberg Tingsryd Vättersnäs Öster |
| IK Sleipner                | Norrköping                 | IFK Oskarshamn             | Oskarshamn                 | Boden Clemensnäs Rönnskär Glommersträsk IFK Kiruna Kiruna AIF Jörn Luleå Medle Piteå Skellefteå Heffners/Ortviken Nyland Umeå Järved Skönvik/ Sund Sollefteå Teg Vännäs Ytterån/Waplan Åsele Alfta Avesta Bonäs Falun Häradsbygden Warpen Ludvika Ockelbo Strömsbro Vansbro Hagalund, Hammarby, Karlberg, Kungsholm, Mälarhöjden, Nacka, Solna, Sundbyberg, Traneberg og Älvsjö Fagersta Arboga Lindesberg Westmannia Karlskoga Iron Surahammar Västerås Örebro Eyra Forshaga Färjestad GAIS Uve Munkfors Sunne Trollhättan Viking Kungälv Norrby Tibro Kenty Remo Norrköping Sleipner Nyköpings AIK og Nyköpings SK Tranås Västervik Åker Alvesta Husqvarna Troja Oskarshamn Jonstorp Malmö Taberg Tingsryd Vättersnäs Öster |
| Nyköpings AIK              | Nyköping                   | Jonstorps IF               | Jonstorp                   | Boden Clemensnäs Rönnskär Glommersträsk IFK Kiruna Kiruna AIF Jörn Luleå Medle Piteå Skellefteå Heffners/Ortviken Nyland Umeå Järved Skönvik/ Sund Sollefteå Teg Vännäs Ytterån/Waplan Åsele Alfta Avesta Bonäs Falun Häradsbygden Warpen Ludvika Ockelbo Strömsbro Vansbro Hagalund, Hammarby, Karlberg, Kungsholm, Mälarhöjden, Nacka, Solna, Sundbyberg, Traneberg og Älvsjö Fagersta Arboga Lindesberg Westmannia Karlskoga Iron Surahammar Västerås Örebro Eyra Forshaga Färjestad GAIS Uve Munkfors Sunne Trollhättan Viking Kungälv Norrby Tibro Kenty Remo Norrköping Sleipner Nyköpings AIK og Nyköpings SK Tranås Västervik Åker Alvesta Husqvarna Troja Oskarshamn Jonstorp Malmö Taberg Tingsryd Vättersnäs Öster |
| Nyköpings SK               | Nyköping                   | Malmö FF                   | Malmö                      | Boden Clemensnäs Rönnskär Glommersträsk IFK Kiruna Kiruna AIF Jörn Luleå Medle Piteå Skellefteå Heffners/Ortviken Nyland Umeå Järved Skönvik/ Sund Sollefteå Teg Vännäs Ytterån/Waplan Åsele Alfta Avesta Bonäs Falun Häradsbygden Warpen Ludvika Ockelbo Strömsbro Vansbro Hagalund, Hammarby, Karlberg, Kungsholm, Mälarhöjden, Nacka, Solna, Sundbyberg, Traneberg og Älvsjö Fagersta Arboga Lindesberg Westmannia Karlskoga Iron Surahammar Västerås Örebro Eyra Forshaga Färjestad GAIS Uve Munkfors Sunne Trollhättan Viking Kungälv Norrby Tibro Kenty Remo Norrköping Sleipner Nyköpings AIK og Nyköpings SK Tranås Västervik Åker Alvesta Husqvarna Troja Oskarshamn Jonstorp Malmö Taberg Tingsryd Vättersnäs Öster |
| Tranås AIF                 | Tranås                     | Tabergs SK                 | Taberg                     | Boden Clemensnäs Rönnskär Glommersträsk IFK Kiruna Kiruna AIF Jörn Luleå Medle Piteå Skellefteå Heffners/Ortviken Nyland Umeå Järved Skönvik/ Sund Sollefteå Teg Vännäs Ytterån/Waplan Åsele Alfta Avesta Bonäs Falun Häradsbygden Warpen Ludvika Ockelbo Strömsbro Vansbro Hagalund, Hammarby, Karlberg, Kungsholm, Mälarhöjden, Nacka, Solna, Sundbyberg, Traneberg og Älvsjö Fagersta Arboga Lindesberg Westmannia Karlskoga Iron Surahammar Västerås Örebro Eyra Forshaga Färjestad GAIS Uve Munkfors Sunne Trollhättan Viking Kungälv Norrby Tibro Kenty Remo Norrköping Sleipner Nyköpings AIK og Nyköpings SK Tranås Västervik Åker Alvesta Husqvarna Troja Oskarshamn Jonstorp Malmö Taberg Tingsryd Vättersnäs Öster |
| Västerviks AIS             | Västervik                  | Tingsryds AIF              | Tingsryd                   | Boden Clemensnäs Rönnskär Glommersträsk IFK Kiruna Kiruna AIF Jörn Luleå Medle Piteå Skellefteå Heffners/Ortviken Nyland Umeå Järved Skönvik/ Sund Sollefteå Teg Vännäs Ytterån/Waplan Åsele Alfta Avesta Bonäs Falun Häradsbygden Warpen Ludvika Ockelbo Strömsbro Vansbro Hagalund, Hammarby, Karlberg, Kungsholm, Mälarhöjden, Nacka, Solna, Sundbyberg, Traneberg og Älvsjö Fagersta Arboga Lindesberg Westmannia Karlskoga Iron Surahammar Västerås Örebro Eyra Forshaga Färjestad GAIS Uve Munkfors Sunne Trollhättan Viking Kungälv Norrby Tibro Kenty Remo Norrköping Sleipner Nyköpings AIK og Nyköpings SK Tranås Västervik Åker Alvesta Husqvarna Troja Oskarshamn Jonstorp Malmö Taberg Tingsryd Vättersnäs Öster |
| Åkers IF                   | Åkers styckebruk           | Vättersnäs IF              | Jönköping                  | Boden Clemensnäs Rönnskär Glommersträsk IFK Kiruna Kiruna AIF Jörn Luleå Medle Piteå Skellefteå Heffners/Ortviken Nyland Umeå Järved Skönvik/ Sund Sollefteå Teg Vännäs Ytterån/Waplan Åsele Alfta Avesta Bonäs Falun Häradsbygden Warpen Ludvika Ockelbo Strömsbro Vansbro Hagalund, Hammarby, Karlberg, Kungsholm, Mälarhöjden, Nacka, Solna, Sundbyberg, Traneberg og Älvsjö Fagersta Arboga Lindesberg Westmannia Karlskoga Iron Surahammar Västerås Örebro Eyra Forshaga Färjestad GAIS Uve Munkfors Sunne Trollhättan Viking Kungälv Norrby Tibro Kenty Remo Norrköping Sleipner Nyköpings AIK og Nyköpings SK Tranås Västervik Åker Alvesta Husqvarna Troja Oskarshamn Jonstorp Malmö Taberg Tingsryd Vättersnäs Öster |
|                            |                            | Östers IF                  | Växjö                      | Boden Clemensnäs Rönnskär Glommersträsk IFK Kiruna Kiruna AIF Jörn Luleå Medle Piteå Skellefteå Heffners/Ortviken Nyland Umeå Järved Skönvik/ Sund Sollefteå Teg Vännäs Ytterån/Waplan Åsele Alfta Avesta Bonäs Falun Häradsbygden Warpen Ludvika Ockelbo Strömsbro Vansbro Hagalund, Hammarby, Karlberg, Kungsholm, Mälarhöjden, Nacka, Solna, Sundbyberg, Traneberg og Älvsjö Fagersta Arboga Lindesberg Westmannia Karlskoga Iron Surahammar Västerås Örebro Eyra Forshaga Färjestad GAIS Uve Munkfors Sunne Trollhättan Viking Kungälv Norrby Tibro Kenty Remo Norrköping Sleipner Nyköpings AIK og Nyköpings SK Tranås Västervik Åker Alvesta Husqvarna Troja Oskarshamn Jonstorp Malmö Taberg Tingsryd Vättersnäs Öster |

## Nord

### Division II Nord A
| \| Nr \| Hold \| K \| V \| U \| T \| Mf \| \| Mi \| +/- \| P \| \| -- \| -------------------- \| -- \| -- \| - \| -- \| --- \| - \| --- \| ---- \| ------------------------------------- \| \| 1 \| Clemensnäs IF \| 20 \| 16 \| 2 \| 2 \| 136 \| – \| 55 \| +81 \| 34Oprykningsspil \| \| 2 \| IFK Kiruna \| 20 \| 15 \| 2 \| 3 \| 122 \| – \| 73 \| +49 \| 32 \| \| 3 \| Kiruna AIF \| 20 \| 13 \| 2 \| 5 \| 121 \| – \| 75 \| +46 \| 28 \| \| 4 \| Skellefteå IF \| 20 \| 12 \| 3 \| 5 \| 132 \| – \| 90 \| +42 \| 27 \| \| 5 \| Rönnskärs IF \| 20 \| 10 \| 3 \| 7 \| 107 \| – \| 85 \| +22 \| 23 \| \| 6 \| Piteå IF (O) \| 20 \| 9 \| 5 \| 6 \| 72 \| – \| 65 \| +7 \| 23 \| \| 7 \| Bodens BK \| 20 \| 9 \| 3 \| 8 \| 98 \| – \| 86 \| +12 \| 21 \| \| 8 \| Jörns IF \| 20 \| 5 \| 0 \| 15 \| 68 \| – \| 98 \| −30 \| 10 \| \| 9 \| Glommersträsk IF (O) \| 20 \| 4 \| 2 \| 14 \| 72 \| – \| 125 \| −53 \| 10Nedrykning til Division III 1963-64 \| \| 10 \| Luleå SK (O) \| 20 \| 4 \| 0 \| 16 \| 45 \| – \| 119 \| −74 \| 8Nedrykning til Division III 1963-64 \| \| 11 \| Medle SK (O) \| 20 \| 2 \| 0 \| 18 \| 62 \| – \| 164 \| −102 \| 4Nedrykning til Division III 1963-64 \| K: Kampe spillet, V: Vundne kampe, U: Uafgjorte kampe, T: Tabte kampe, Mf: Mål for, Mi: Mål imod, +/-: Måldifference, P: Point |                      |    |    |   |    |     |   |     |      |                                       |
| Nr | Hold                 | K  | V  | U | T  | Mf  |   | Mi  | +/-  | P                                     |
| 1 | Clemensnäs IF        | 20 | 16 | 2 | 2  | 136 | – | 55  | +81  | 34Oprykningsspil                      |
| 2 | IFK Kiruna           | 20 | 15 | 2 | 3  | 122 | – | 73  | +49  | 32                                    |
| 3 | Kiruna AIF           | 20 | 13 | 2 | 5  | 121 | – | 75  | +46  | 28                                    |
| 4 | Skellefteå IF        | 20 | 12 | 3 | 5  | 132 | – | 90  | +42  | 27                                    |
| 5 | Rönnskärs IF         | 20 | 10 | 3 | 7  | 107 | – | 85  | +22  | 23                                    |
| 6 | Piteå IF (O)         | 20 | 9  | 5 | 6  | 72  | – | 65  | +7   | 23                                    |
| 7 | Bodens BK            | 20 | 9  | 3 | 8  | 98  | – | 86  | +12  | 21                                    |
| 8 | Jörns IF             | 20 | 5  | 0 | 15 | 68  | – | 98  | −30  | 10                                    |
| 9 | Glommersträsk IF (O) | 20 | 4  | 2 | 14 | 72  | – | 125 | −53  | 10Nedrykning til Division III 1963-64 |
| 10 | Luleå SK (O)         | 20 | 4  | 0 | 16 | 45  | – | 119 | −74  | 8Nedrykning til Division III 1963-64  |
| 11 | Medle SK (O)         | 20 | 2  | 0 | 18 | 62  | – | 164 | −102 | 4Nedrykning til Division III 1963-64  |

### Division II Nord B
| \| Nr \| Hold \| K \| V \| U \| T \| Mf \| \| Mi \| +/- \| P \| \| -- \| ------------------------- \| -- \| -- \| - \| -- \| --- \| - \| --- \| --- \| ------------------------------------ \| \| 1 \| IFK Umeå \| 18 \| 15 \| 2 \| 1 \| 118 \| – \| 33 \| +85 \| 32Oprykningsspil \| \| 2 \| Sollefteå IK \| 18 \| 14 \| 0 \| 4 \| 110 \| – \| 71 \| +39 \| 28 \| \| 3 \| Skönvik/Sunds IF \| 18 \| 13 \| 1 \| 4 \| 93 \| – \| 56 \| +37 \| 27 \| \| 4 \| Järveds IF (O) \| 18 \| 9 \| 3 \| 6 \| 78 \| – \| 68 \| +10 \| 21 \| \| 5 \| Vännäs AIK (O) \| 18 \| 9 \| 1 \| 8 \| 83 \| – \| 82 \| +1 \| 19 \| \| 6 \| IFK Nyland \| 18 \| 7 \| 1 \| 10 \| 75 \| – \| 90 \| −15 \| 15 \| \| 7 \| Tegs SK \| 18 \| 6 \| 0 \| 12 \| 67 \| – \| 99 \| −32 \| 12 \| \| 8 \| Heffners/Ortvikens IF (O) \| 18 \| 4 \| 1 \| 13 \| 67 \| – \| 92 \| −25 \| 9Nedrykning til Division III 1963-64 \| \| 9 \| Ytterån/Waplan SK (O) \| 18 \| 4 \| 1 \| 13 \| 55 \| – \| 109 \| −54 \| 9Nedrykning til Division III 1963-64 \| \| 9 \| Åsele IK \| 18 \| 3 \| 2 \| 13 \| 65 \| – \| 111 \| −46 \| 8Nedrykning til Division III 1963-64 \| K: Kampe spillet, V: Vundne kampe, U: Uafgjorte kampe, T: Tabte kampe, Mf: Mål for, Mi: Mål imod, +/-: Måldifference, P: Point |                           |    |    |   |    |     |   |     |     |                                      |
| Nr | Hold                      | K  | V  | U | T  | Mf  |   | Mi  | +/- | P                                    |
| 1 | IFK Umeå                  | 18 | 15 | 2 | 1  | 118 | – | 33  | +85 | 32Oprykningsspil                     |
| 2 | Sollefteå IK              | 18 | 14 | 0 | 4  | 110 | – | 71  | +39 | 28                                   |
| 3 | Skönvik/Sunds IF          | 18 | 13 | 1 | 4  | 93  | – | 56  | +37 | 27                                   |
| 4 | Järveds IF (O)            | 18 | 9  | 3 | 6  | 78  | – | 68  | +10 | 21                                   |
| 5 | Vännäs AIK (O)            | 18 | 9  | 1 | 8  | 83  | – | 82  | +1  | 19                                   |
| 6 | IFK Nyland                | 18 | 7  | 1 | 10 | 75  | – | 90  | −15 | 15                                   |
| 7 | Tegs SK                   | 18 | 6  | 0 | 12 | 67  | – | 99  | −32 | 12                                   |
| 8 | Heffners/Ortvikens IF (O) | 18 | 4  | 1 | 13 | 67  | – | 92  | −25 | 9Nedrykning til Division III 1963-64 |
| 9 | Ytterån/Waplan SK (O)     | 18 | 4  | 1 | 13 | 55  | – | 109 | −54 | 9Nedrykning til Division III 1963-64 |
| 9 | Åsele IK                  | 18 | 3  | 2 | 13 | 65  | – | 111 | −46 | 8Nedrykning til Division III 1963-64 |

## Øst

### Division II Øst A
| \| Nr \| Hold \| K \| V \| U \| T \| Mf \| \| Mi \| +/- \| P \| \| -- \| -------------------- \| -- \| -- \| - \| -- \| -- \| - \| --- \| --- \| ------------------------------------ \| \| 1 \| Strömsbro IF (N) \| 14 \| 12 \| 2 \| 0 \| 96 \| – \| 34 \| +62 \| 26Oprykningsspil \| \| 2 \| Alfta GIF (O) \| 14 \| 8 \| 2 \| 4 \| 94 \| – \| 58 \| +36 \| 18 \| \| 3 \| IK Warpen \| 14 \| 8 \| 1 \| 5 \| 76 \| – \| 66 \| +10 \| 17 \| \| 4 \| Ludvika FFI \| 14 \| 7 \| 2 \| 5 \| 59 \| – \| 58 \| +1 \| 16 \| \| 5 \| Avesta BK (O) \| 14 \| 6 \| 2 \| 6 \| 75 \| – \| 72 \| +3 \| 14 \| \| 6 \| Falu BS \| 14 \| 4 \| 2 \| 8 \| 50 \| – \| 55 \| −5 \| 10 \| \| 7 \| Häradsbygdens SS (O) \| 14 \| 4 \| 2 \| 8 \| 50 \| – \| 55 \| −5 \| 10 \| \| 8 \| Bonäs IK \| 14 \| 4 \| 1 \| 9 \| 44 \| – \| 95 \| −51 \| 9Nedrykning til Division III 1963-64 \| \| 9 \| Ockelbo IF (O) \| 14 \| 1 \| 0 \| 13 \| 44 \| – \| 100 \| −56 \| 2Nedrykning til Division III 1963-64 \| \| 10 \| Vansbro AIK \| 14 \| 1 \| 0 \| 13 \| 44 \| – \| 100 \| −56 \| 2Nedrykning til Division III 1963-64 \| K: Kampe spillet, V: Vundne kampe, U: Uafgjorte kampe, T: Tabte kampe, Mf: Mål for, Mi: Mål imod, +/-: Måldifference, P: Point |                      |    |    |   |    |    |   |     |     |                                      |
| Nr | Hold                 | K  | V  | U | T  | Mf |   | Mi  | +/- | P                                    |
| 1 | Strömsbro IF (N)     | 14 | 12 | 2 | 0  | 96 | – | 34  | +62 | 26Oprykningsspil                     |
| 2 | Alfta GIF (O)        | 14 | 8  | 2 | 4  | 94 | – | 58  | +36 | 18                                   |
| 3 | IK Warpen            | 14 | 8  | 1 | 5  | 76 | – | 66  | +10 | 17                                   |
| 4 | Ludvika FFI          | 14 | 7  | 2 | 5  | 59 | – | 58  | +1  | 16                                   |
| 5 | Avesta BK (O)        | 14 | 6  | 2 | 6  | 75 | – | 72  | +3  | 14                                   |
| 6 | Falu BS              | 14 | 4  | 2 | 8  | 50 | – | 55  | −5  | 10                                   |
| 7 | Häradsbygdens SS (O) | 14 | 4  | 2 | 8  | 50 | – | 55  | −5  | 10                                   |
| 8 | Bonäs IK             | 14 | 4  | 1 | 9  | 44 | – | 95  | −51 | 9Nedrykning til Division III 1963-64 |
| 9 | Ockelbo IF (O)       | 14 | 1  | 0 | 13 | 44 | – | 100 | −56 | 2Nedrykning til Division III 1963-64 |
| 10 | Vansbro AIK          | 14 | 1  | 0 | 13 | 44 | – | 100 | −56 | 2Nedrykning til Division III 1963-64 |

### Division II Øst B
| \| Nr \| Hold \| K \| V \| U \| T \| Mf \| \| Mi \| +/- \| P \| \| -- \| ----------------- \| -- \| -- \| - \| -- \| --- \| - \| --- \| ---- \| ------------------------------------ \| \| 1 \| Hammarby IF \| 18 \| 18 \| 0 \| 0 \| 141 \| – \| 37 \| +104 \| 36Oprykningsspil \| \| 2 \| Tranebergs IF \| 18 \| 11 \| 2 \| 5 \| 87 \| – \| 52 \| +35 \| 24 \| \| 3 \| Solna HC (O) \| 18 \| 11 \| 0 \| 7 \| 60 \| – \| 62 \| −2 \| 22 \| \| 4 \| Karlbergs BK (N) \| 18 \| 10 \| 0 \| 8 \| 89 \| – \| 66 \| +23 \| 20 \| \| 5 \| Sundbybergs IK \| 18 \| 9 \| 1 \| 8 \| 87 \| – \| 68 \| +19 \| 19 \| \| 6 \| Nacka SK \| 18 \| 9 \| 0 \| 9 \| 76 \| – \| 81 \| −5 \| 18 \| \| 7 \| Kungsholms IF (O) \| 18 \| 8 \| 1 \| 9 \| 71 \| – \| 79 \| −8 \| 17 \| \| 8 \| Mälarhöjdens IK \| 18 \| 8 \| 0 \| 10 \| 63 \| – \| 72 \| −9 \| 16 \| \| 9 \| Älvsjö AIK (O) \| 18 \| 4 \| 0 \| 14 \| 62 \| – \| 108 \| −46 \| 8Nedrykning til Division III 1963-64 \| \| 10 \| Hagalunds IS \| 18 \| 0 \| 0 \| 18 \| 35 \| – \| 146 \| −111 \| 0Nedrykning til Division III 1963-64 \| K: Kampe spillet, V: Vundne kampe, U: Uafgjorte kampe, T: Tabte kampe, Mf: Mål for, Mi: Mål imod, +/-: Måldifference, P: Point |                   |    |    |   |    |     |   |     |      |                                      |
| Nr | Hold              | K  | V  | U | T  | Mf  |   | Mi  | +/-  | P                                    |
| 1 | Hammarby IF       | 18 | 18 | 0 | 0  | 141 | – | 37  | +104 | 36Oprykningsspil                     |
| 2 | Tranebergs IF     | 18 | 11 | 2 | 5  | 87  | – | 52  | +35  | 24                                   |
| 3 | Solna HC (O)      | 18 | 11 | 0 | 7  | 60  | – | 62  | −2   | 22                                   |
| 4 | Karlbergs BK (N)  | 18 | 10 | 0 | 8  | 89  | – | 66  | +23  | 20                                   |
| 5 | Sundbybergs IK    | 18 | 9  | 1 | 8  | 87  | – | 68  | +19  | 19                                   |
| 6 | Nacka SK          | 18 | 9  | 0 | 9  | 76  | – | 81  | −5   | 18                                   |
| 7 | Kungsholms IF (O) | 18 | 8  | 1 | 9  | 71  | – | 79  | −8   | 17                                   |
| 8 | Mälarhöjdens IK   | 18 | 8  | 0 | 10 | 63  | – | 72  | −9   | 16                                   |
| 9 | Älvsjö AIK (O)    | 18 | 4  | 0 | 14 | 62  | – | 108 | −46  | 8Nedrykning til Division III 1963-64 |
| 10 | Hagalunds IS      | 18 | 0  | 0 | 18 | 35  | – | 146 | −111 | 0Nedrykning til Division III 1963-64 |

## Vest

### Division II Vest A
| \| Nr \| Hold \| K \| V \| U \| T \| Mf \| \| Mi \| +/- \| P \| \| -- \| --------------- \| -- \| -- \| - \| -- \| --- \| - \| --- \| --- \| ------------------------------------ \| \| 1 \| Fagersta AIK \| 18 \| 15 \| 1 \| 2 \| 127 \| – \| 44 \| +83 \| 31Oprykningsspil \| \| 2 \| Surahammars IF \| 18 \| 14 \| 1 \| 3 \| 116 \| – \| 60 \| +56 \| 29 \| \| 3 \| Örebro SK \| 18 \| 11 \| 1 \| 6 \| 96 \| – \| 76 \| +20 \| 23 \| \| 4 \| IK Westmannia \| 18 \| 10 \| 0 \| 8 \| 96 \| – \| 88 \| +8 \| 20 \| \| 5 \| Karlskoga IF \| 18 \| 9 \| 1 \| 8 \| 92 \| – \| 72 \| +20 \| 19 \| \| 6 \| IFK Arboga \| 18 \| 8 \| 3 \| 7 \| 87 \| – \| 81 \| +6 \| 19 \| \| 7 \| IF Eyra (O) \| 18 \| 8 \| 2 \| 8 \| 73 \| – \| 84 \| −11 \| 18 \| \| 8 \| IFK Lindesberg \| 18 \| 4 \| 3 \| 11 \| 73 \| – \| 104 \| −31 \| 11 \| \| 9 \| Västerås SK (O) \| 18 \| 2 \| 3 \| 13 \| 52 \| – \| 112 \| −60 \| 7Nedrykning til Division III 1963-64 \| \| 10 \| SK Iron (O) \| 18 \| 1 \| 1 \| 16 \| 59 \| – \| 150 \| −91 \| 3Nedrykning til Division III 1963-64 \| K: Kampe spillet, V: Vundne kampe, U: Uafgjorte kampe, T: Tabte kampe, Mf: Mål for, Mi: Mål imod, +/-: Måldifference, P: Point |                 |    |    |   |    |     |   |     |     |                                      |
| Nr | Hold            | K  | V  | U | T  | Mf  |   | Mi  | +/- | P                                    |
| 1 | Fagersta AIK    | 18 | 15 | 1 | 2  | 127 | – | 44  | +83 | 31Oprykningsspil                     |
| 2 | Surahammars IF  | 18 | 14 | 1 | 3  | 116 | – | 60  | +56 | 29                                   |
| 3 | Örebro SK       | 18 | 11 | 1 | 6  | 96  | – | 76  | +20 | 23                                   |
| 4 | IK Westmannia   | 18 | 10 | 0 | 8  | 96  | – | 88  | +8  | 20                                   |
| 5 | Karlskoga IF    | 18 | 9  | 1 | 8  | 92  | – | 72  | +20 | 19                                   |
| 6 | IFK Arboga      | 18 | 8  | 3 | 7  | 87  | – | 81  | +6  | 19                                   |
| 7 | IF Eyra (O)     | 18 | 8  | 2 | 8  | 73  | – | 84  | −11 | 18                                   |
| 8 | IFK Lindesberg  | 18 | 4  | 3 | 11 | 73  | – | 104 | −31 | 11                                   |
| 9 | Västerås SK (O) | 18 | 2  | 3 | 13 | 52  | – | 112 | −60 | 7Nedrykning til Division III 1963-64 |
| 10 | SK Iron (O)     | 18 | 1  | 1 | 16 | 59  | – | 150 | −91 | 3Nedrykning til Division III 1963-64 |

Efter sæsonen forlod Karlskoga IF ligaen, eftersom klubben fusionerede med IFK Bofors fra Division I.

### Division II Vest B
| \| Nr \| Hold \| K \| V \| U \| T \| Mf \| \| Mi \| +/- \| P \| \| -- \| ------------------- \| -- \| -- \| - \| -- \| --- \| - \| --- \| --- \| ------------------------------------- \| \| 1 \| IK Viking \| 20 \| 17 \| 2 \| 1 \| 128 \| – \| 52 \| +76 \| 36Oprykningsspil \| \| 2 \| Färjestads BK \| 20 \| 14 \| 2 \| 4 \| 135 \| – \| 54 \| +81 \| 30 \| \| 3 \| Forshaga IF (N) \| 20 \| 15 \| 0 \| 5 \| 110 \| – \| 57 \| +53 \| 30 \| \| 4 \| IFK Munkfors \| 20 \| 13 \| 1 \| 6 \| 88 \| – \| 53 \| +35 \| 27 \| \| 5 \| Norrby IF \| 20 \| 10 \| 0 \| 10 \| 87 \| – \| 96 \| −9 \| 20 \| \| 6 \| GAIS \| 20 \| 8 \| 1 \| 11 \| 83 \| – \| 75 \| +8 \| 17 \| \| 7 \| IFK Sunne \| 20 \| 8 \| 1 \| 11 \| 76 \| – \| 87 \| −11 \| 17 \| \| 8 \| Tibro IK (O) \| 20 \| 8 \| 1 \| 11 \| 74 \| – \| 108 \| −34 \| 17 \| \| 9 \| IF Uve (O) \| 20 \| 8 \| 0 \| 12 \| 88 \| – \| 107 \| −19 \| 16Nedrykning til Division III 1963-64 \| \| 10 \| IFK Trollhättan (O) \| 20 \| 3 \| 0 \| 17 \| 50 \| – \| 133 \| −83 \| 6Nedrykning til Division III 1963-64 \| \| 11 \| Kungälvs IK (O) \| 20 \| 2 \| 0 \| 18 \| 45 \| – \| 142 \| −97 \| 4Nedrykning til Division III 1963-64 \| K: Kampe spillet, V: Vundne kampe, U: Uafgjorte kampe, T: Tabte kampe, Mf: Mål for, Mi: Mål imod, +/-: Måldifference, P: Point |                     |    |    |   |    |     |   |     |     |                                       |
| Nr | Hold                | K  | V  | U | T  | Mf  |   | Mi  | +/- | P                                     |
| 1 | IK Viking           | 20 | 17 | 2 | 1  | 128 | – | 52  | +76 | 36Oprykningsspil                      |
| 2 | Färjestads BK       | 20 | 14 | 2 | 4  | 135 | – | 54  | +81 | 30                                    |
| 3 | Forshaga IF (N)     | 20 | 15 | 0 | 5  | 110 | – | 57  | +53 | 30                                    |
| 4 | IFK Munkfors        | 20 | 13 | 1 | 6  | 88  | – | 53  | +35 | 27                                    |
| 5 | Norrby IF           | 20 | 10 | 0 | 10 | 87  | – | 96  | −9  | 20                                    |
| 6 | GAIS                | 20 | 8  | 1 | 11 | 83  | – | 75  | +8  | 17                                    |
| 7 | IFK Sunne           | 20 | 8  | 1 | 11 | 76  | – | 87  | −11 | 17                                    |
| 8 | Tibro IK (O)        | 20 | 8  | 1 | 11 | 74  | – | 108 | −34 | 17                                    |
| 9 | IF Uve (O)          | 20 | 8  | 0 | 12 | 88  | – | 107 | −19 | 16Nedrykning til Division III 1963-64 |
| 10 | IFK Trollhättan (O) | 20 | 3  | 0 | 17 | 50  | – | 133 | −83 | 6Nedrykning til Division III 1963-64  |
| 11 | Kungälvs IK (O)     | 20 | 2  | 0 | 18 | 45  | – | 142 | −97 | 4Nedrykning til Division III 1963-64  |

## Syd

### Division II Syd A
| \| Nr \| Hold \| K \| V \| U \| T \| Mf \| \| Mi \| +/- \| P \| \| -- \| ------------------ \| -- \| -- \| - \| -- \| -- \| - \| --- \| --- \| ------------------------------------ \| \| 1 \| IFK Norrköping \| 16 \| 13 \| 1 \| 2 \| 75 \| – \| 32 \| +43 \| 27Oprykningsspil \| \| 2 \| Tranås AIF (N) \| 16 \| 12 \| 2 \| 2 \| 77 \| – \| 29 \| +48 \| 26 \| \| 3 \| IK Sleipner \| 16 \| 11 \| 2 \| 3 \| 69 \| – \| 42 \| +27 \| 24 \| \| 4 \| Nyköpings AIK \| 16 \| 8 \| 2 \| 6 \| 74 \| – \| 49 \| +25 \| 18 \| \| 5 \| BK Kenty \| 16 \| 8 \| 2 \| 6 \| 65 \| – \| 63 \| +2 \| 18 \| \| 6 \| BK Remo \| 16 \| 5 \| 2 \| 9 \| 65 \| – \| 68 \| −3 \| 12 \| \| 7 \| Nyköpings SK \| 16 \| 5 \| 0 \| 11 \| 67 \| – \| 64 \| +3 \| 10 \| \| 8 \| Västerviks AIS (O) \| 16 \| 3 \| 1 \| 12 \| 44 \| – \| 109 \| −65 \| 7Nedrykning til Division III 1963-64 \| \| 9 \| Åkers IF (O) \| 16 \| 1 \| 0 \| 15 \| 36 \| – \| 116 \| −80 \| 2Nedrykning til Division III 1963-64 \| K: Kampe spillet, V: Vundne kampe, U: Uafgjorte kampe, T: Tabte kampe, Mf: Mål for, Mi: Mål imod, +/-: Måldifference, P: Point |                    |    |    |   |    |    |   |     |     |                                      |
| Nr | Hold               | K  | V  | U | T  | Mf |   | Mi  | +/- | P                                    |
| 1 | IFK Norrköping     | 16 | 13 | 1 | 2  | 75 | – | 32  | +43 | 27Oprykningsspil                     |
| 2 | Tranås AIF (N)     | 16 | 12 | 2 | 2  | 77 | – | 29  | +48 | 26                                   |
| 3 | IK Sleipner        | 16 | 11 | 2 | 3  | 69 | – | 42  | +27 | 24                                   |
| 4 | Nyköpings AIK      | 16 | 8  | 2 | 6  | 74 | – | 49  | +25 | 18                                   |
| 5 | BK Kenty           | 16 | 8  | 2 | 6  | 65 | – | 63  | +2  | 18                                   |
| 6 | BK Remo            | 16 | 5  | 2 | 9  | 65 | – | 68  | −3  | 12                                   |
| 7 | Nyköpings SK       | 16 | 5  | 0 | 11 | 67 | – | 64  | +3  | 10                                   |
| 8 | Västerviks AIS (O) | 16 | 3  | 1 | 12 | 44 | – | 109 | −65 | 7Nedrykning til Division III 1963-64 |
| 9 | Åkers IF (O)       | 16 | 1  | 0 | 15 | 36 | – | 116 | −80 | 2Nedrykning til Division III 1963-64 |

### Division II Syd B
| \| Nr \| Hold \| K \| V \| U \| T \| Mf \| \| Mi \| +/- \| P \| \| -- \| ------------------ \| -- \| -- \| - \| -- \| --- \| - \| --- \| ---- \| ------------------------------------ \| \| 1 \| Östers IF \| 18 \| 15 \| 3 \| 0 \| 143 \| – \| 61 \| +82 \| 33Oprykningsspil \| \| 2 \| Malmö FF \| 18 \| 16 \| 0 \| 2 \| 134 \| – \| 61 \| +73 \| 32 \| \| 3 \| Tabergs SK \| 18 \| 11 \| 2 \| 5 \| 106 \| – \| 68 \| +38 \| 24 \| \| 4 \| Husqvarna IF \| 18 \| 10 \| 2 \| 6 \| 98 \| – \| 67 \| +31 \| 22 \| \| 5 \| IF Troja \| 18 \| 9 \| 3 \| 6 \| 108 \| – \| 75 \| +33 \| 21 \| \| 6 \| Alvesta SK \| 18 \| 8 \| 2 \| 8 \| 73 \| – \| 100 \| −27 \| 18 \| \| 7 \| Vättersnäs IF (O) \| 18 \| 6 \| 2 \| 10 \| 88 \| – \| 92 \| −4 \| 14 \| \| 8 \| IFK Oskarshamn (O) \| 18 \| 4 \| 0 \| 14 \| 61 \| – \| 93 \| −32 \| 8 \| \| 9 \| Tingsryds AIF (O) \| 18 \| 2 \| 1 \| 15 \| 52 \| – \| 139 \| −87 \| 5Nedrykning til Division III 1963-64 \| \| 10 \| Jonstorps IF (O) \| 18 \| 1 \| 1 \| 16 \| 49 \| – \| 156 \| −107 \| 3Nedrykning til Division III 1963-64 \| K: Kampe spillet, V: Vundne kampe, U: Uafgjorte kampe, T: Tabte kampe, Mf: Mål for, Mi: Mål imod, +/-: Måldifference, P: Point |                    |    |    |   |    |     |   |     |      |                                      |
| Nr | Hold               | K  | V  | U | T  | Mf  |   | Mi  | +/-  | P                                    |
| 1 | Östers IF          | 18 | 15 | 3 | 0  | 143 | – | 61  | +82  | 33Oprykningsspil                     |
| 2 | Malmö FF           | 18 | 16 | 0 | 2  | 134 | – | 61  | +73  | 32                                   |
| 3 | Tabergs SK         | 18 | 11 | 2 | 5  | 106 | – | 68  | +38  | 24                                   |
| 4 | Husqvarna IF       | 18 | 10 | 2 | 6  | 98  | – | 67  | +31  | 22                                   |
| 5 | IF Troja           | 18 | 9  | 3 | 6  | 108 | – | 75  | +33  | 21                                   |
| 6 | Alvesta SK         | 18 | 8  | 2 | 8  | 73  | – | 100 | −27  | 18                                   |
| 7 | Vättersnäs IF (O)  | 18 | 6  | 2 | 10 | 88  | – | 92  | −4   | 14                                   |
| 8 | IFK Oskarshamn (O) | 18 | 4  | 0 | 14 | 61  | – | 93  | −32  | 8                                    |
| 9 | Tingsryds AIF (O)  | 18 | 2  | 1 | 15 | 52  | – | 139 | −87  | 5Nedrykning til Division III 1963-64 |
| 10 | Jonstorps IF (O)   | 18 | 1  | 1 | 16 | 49  | – | 156 | −107 | 3Nedrykning til Division III 1963-64 |

## Oprykningsspil
I oprykningsspillet spillede de otte puljevindere om fire oprykningspladser til Division I. De otte hold blev inddelt i to nye puljer med fire hold i hver, og i hver pulje spillede holdene om to oprykningspladser.

### Nord
Oprykningsspil Nord havde deltagelse af vinderne af grundspilspuljerne i regionerne Nord og Øst. Holdene spillede en dobbeltturnering alle-mod-alle om to oprykningspladser til Division I.
| \| Nr \| Hold \| K \| V \| U \| T \| Mf \| \| Mi \| +/- \| P \| \| -- \| ---------------- \| - \| - \| - \| - \| -- \| - \| -- \| --- \| --------------------------------- \| \| 1 \| Strömsbro IF (N) \| 6 \| 4 \| 0 \| 2 \| 28 \| – \| 31 \| −3 \| 8Oprykning til Division I 1963-64 \| \| 2 \| Clemensnäs IF \| 6 \| 3 \| 0 \| 3 \| 26 \| – \| 25 \| +1 \| 6Oprykning til Division I 1963-64 \| \| 3 \| Hammarby IF \| 6 \| 3 \| 0 \| 3 \| 26 \| – \| 29 \| −3 \| 6 \| \| 4 \| IFK Umeå \| 6 \| 2 \| 0 \| 4 \| 32 \| – \| 27 \| +5 \| 4 \| K: Kampe spillet, V: Vundne kampe, U: Uafgjorte kampe, T: Tabte kampe, Mf: Mål for, Mi: Mål imod, +/-: Måldifference, P: Point |                  |   |   |   |   |    |   |    |     |                                   |
| Nr | Hold             | K | V | U | T | Mf |   | Mi | +/- | P                                 |
| 1 | Strömsbro IF (N) | 6 | 4 | 0 | 2 | 28 | – | 31 | −3  | 8Oprykning til Division I 1963-64 |
| 2 | Clemensnäs IF    | 6 | 3 | 0 | 3 | 26 | – | 25 | +1  | 6Oprykning til Division I 1963-64 |
| 3 | Hammarby IF      | 6 | 3 | 0 | 3 | 26 | – | 29 | −3  | 6                                 |
| 4 | IFK Umeå         | 6 | 2 | 0 | 4 | 32 | – | 27 | +5  | 4                                 |

### Syd
Oprykningsspil Syd havde deltagelse af vinderne af grundspilspuljerne i regionerne Vest og Syd. Holdene spillede en dobbeltturnering alle-mod-alle om to oprykningspladser til Division I.
| \| Nr \| Hold \| K \| V \| U \| T \| Mf \| \| Mi \| +/- \| P \| \| -- \| -------------- \| - \| - \| - \| - \| -- \| - \| -- \| --- \| ---------------------------------- \| \| 1 \| Östers IF \| 6 \| 5 \| 0 \| 1 \| 25 \| – \| 25 \| 0 \| 10Oprykning til Division I 1963-64 \| \| 2 \| IK Viking \| 6 \| 4 \| 0 \| 2 \| 34 \| – \| 17 \| +17 \| 8Oprykning til Division I 1963-64 \| \| 3 \| IFK Norrköping \| 6 \| 2 \| 0 \| 4 \| 15 \| – \| 19 \| −4 \| 4 \| \| 4 \| Fagersta AIK \| 6 \| 1 \| 0 \| 5 \| 18 \| – \| 31 \| −13 \| 2 \| K: Kampe spillet, V: Vundne kampe, U: Uafgjorte kampe, T: Tabte kampe, Mf: Mål for, Mi: Mål imod, +/-: Måldifference, P: Point |                |   |   |   |   |    |   |    |     |                                    |
| Nr | Hold           | K | V | U | T | Mf |   | Mi | +/- | P                                  |
| 1 | Östers IF      | 6 | 5 | 0 | 1 | 25 | – | 25 | 0   | 10Oprykning til Division I 1963-64 |
| 2 | IK Viking      | 6 | 4 | 0 | 2 | 34 | – | 17 | +17 | 8Oprykning til Division I 1963-64  |
| 3 | IFK Norrköping | 6 | 2 | 0 | 4 | 15 | – | 19 | −4  | 4                                  |
| 4 | Fagersta AIK   | 6 | 1 | 0 | 5 | 18 | – | 31 | −13 | 2                                  |